# عمانوئیل بن سلیمان
عمانوییل بن سلیمان بن یعقوثیل رومی یا به اختصار عمانوییل رومی، شاعر، فیلسوف، دانشمند و دین‌شناس یهودی ساکن ایتالیا بود.

## زندگی
او در خانواده‌ای توانگر در رم زاده شد و مدیریت خزانه جامعه یهود در آن شهر را برعهده داشت. او در روزهای یوم‌کیپور و دیگر اعیاد و مناسبت‌ها به سخنرانی و وعظ می‌پرداخت. در سال ۱۳۲۵، قدرت و ثروتش را در جامعه رم از دست داد و مجبور به مهاجرت شد. دوستانش او را ترک گفته بودند و او نیز که از شهری به شهر دیگر در سراسر ایتالیا سرگردان شد تا این که سرانجام در شهر بندری آنکونا یکی از دوستان قدیمش به نام دانیال را ملاقات کرد و آن دوست وفادار خانه‌اش را در اختیار او گذاشت و به او از نظر اقتصادی کمک کرد. عمانوییل پس از آن خود را وقف شعر و شاعری کرد.
دانش‌های عمانوییل محدود به دانش کتاب مقدس و تورات نبود، بلکه او با آثار تلمود، هاگادا و میشنا آشنایی کامل داشت. او در ریاضیات، ستاره‌شناسی، پزشکی و طبابت آن روز سررشته داشت. وی آثار فلسفی مسلمانان به ویژه ابن‌سینا، فارابی و کندی و نیز آثار الهیاتی مسیحیان به ویژه آگوستین را خوانده بود. وی حافظه‌ای قوی داشت و زبانهای ایتالیایی، عربی، عبری و لاتین را به علاوه کمی یونانی می‌دانست.
اشعار او در مورد عشق و دوستی و شراب است، در حالی که تحقیقات او تقابل میان جهان مادی و جهان روحانی را مورد بررسی قرار می‌دهد. عمانوییل علاوه بر این آثار، تفاسیری در مورد تقریباً تمام کتاب‌های مقدس تالیف کرد، اما تنها تفاسیر او بر کتابهای امثال، مزامیر، مراثی، استر، روت و غزل غزل‌های سلیمان انتشار یافته‌است. او علاوه بر این تحقیقات، اثری بر منطق صوری ارسطویی نگاشته‌است که جز چند فصل نخستین، مابقی از بین رفته است.
عمانوییل در تحقیقات مربوط به کتاب مقدس، نخست معنای ظاهری متن را شرح داده و سپس به تبیین لوازم فلسفی آن پرداخته‌است. او در سرتاسر آثارش به دفعات از ابراهیم بن عزرا، موسی بن میمون، یعقوب آناتولی و ابن سینا یاد کرده‌است.
گفتنی است دیوان اشعار او بعدها مورد حمله و انتقاد برخی متدینین خشک قرار گرفت که تمثیل‌های عرفانی و عاشقانه او را برنمی‌تافتند، چنان که یوسف کارو نویسنده کتاب فقهی شولحان عاروخ نیز مطالعه این اشعار را برای یهودیان ممنوع اعلام کرد.